# シロガネオトメ
『シロガネオトメ』は、2013年5月31日にMANATSU 8より発売された日本のアダルトゲームである。

## ゲームシステム
女好きの少女を主人公に据え、男の娘がメインヒロインに据えたアダルトゲームで、その設定を生かしたシチュエーションも存在するほか、主人公たちの退治対象である妖魔の特性により、キャラクターの性癖やHシーンが変化する仕掛けもある。

## あらすじ
秋篠市にある銀古美町（いぶしちょう）に暮らす麻嶺 夕希と灰羽 翼は、ある日、白銀 更紗という少女を拾った。退魔師である更紗は、「魔王」という妖魔が夕希たちの学園に潜伏していることを知り、彼女たちの保護者にして銀古美町の神社の宮司を務める久川家に身を寄せることになった。
だが、銀古美町に来た妖魔は、魔王だけではなかった。

## 登場人物

### メインキャラクター
麻嶺 夕希（あさみね ゆき）
声 - 桃井いちご
秋篠中央学園に通う中学2年生の少女。いわゆるボク少女で、男性的な言動が多く、女子生徒から羨望の目で見られているが、本人は翼以外の男は苦手である。家事が得意で、裁縫の技術を生かしてコスプレまでしている。
翼とは孤児院時代からの幼馴染。
アナライズと呼ばれる、性感帯を見抜く能力を持っている。
灰羽 翼（はいはね つばさ）
声 - 葉村夏緒
夕希の幼馴染で、学園でもクラスは一緒だが実は男。性格も言動も女性的なため、女子校である秋篠中央学園に特別に入学が許可されている。彼もまた家事が得意。
白銀 更紗（しろがね さらさ）
声 - 柚原みう
"銀の教会"に所属する退魔師。銀髪をツインテールにし、大きな鈴のついた髪飾りでとめているのが特徴。
魔王討伐のために銀古美町を訪れ、行き倒れていたところを夕希らに保護される。
三崎 かなな（みつざき かなな）
声 - 倉田まりや
秋篠中央学園に通う中学2年生の少女。
性的興奮を糧にする妖魔アルラウネに取りつかれており、触れられるだけでも性的に感じてしまう身体になってしまったため、友人である夕希たちに対しても距離をとっていた。
本名 麻衣（ほんみょう まい）
声 - 湖月紅れ葉
夕希達のクラスメイト。走ることへの愛が高じて陸上部に所属している。
韋駄天という妖魔に取りつかれている。
古御山 初摘（ふるみやま はつみ）
声 - 花澤さくら
秋篠中央学園に通う中学1年生の少女。教室に姿を現すことはなく、保健室にいるか図書室にいることが多い。

### サブキャラクター
久川 静音（ひさかわ しずね）
声 - 三つ木ちかる
夕希たちの義姉。
三崎 なずな（みつざき なずな）
声 - 御子神猫
かななの妹で、姉を溺愛している。
里桜 飛鳥（りおう あすか）
声 - 葵時緒
秋篠中央学園生徒会長を務める中学3年生で、よく礼拝堂を訪れる。
琴平 沙耶香（ことひら さやか）
声 - 三つ木ちかる
"銀の教会"の会長を務める若い女性。好きなものや趣味などは非公開。
上月 恵梨栖（こうづき えりす）
声 - 星野七海
秋篠中央学園生徒会書記を務める中学3年生で、飛鳥とは義姉妹の契りを結んだ仲。

## スタッフ
- 原画 - 神谷ともえ
- シナリオ - 桃坂あきら
- BGM - SENTIVE・Angel Note
- アニメーション制作 - TEAM Free Plan

## 主題歌
主題歌「Tricky Love」
歌・作詞 - 神代あみ / 作曲・編曲 - 椎名俊介 / サウンド・プロデュース - Angel Note